# 自動車整備主任者
自動車整備主任者(じどうしゃせいびしゅにんしゃ)とは一級または二級自動車整備士の資格を有し、自動車整備業者から自動車整備主任者として選任され、地方運輸局に届出し受理された者である。

## 資格
- 一級もしくは二級の自動車整備士の資格を有する者。

## 概要
- 自動車分解整備事業の認証を受ける際、最低1名の選任を要する。
- 選任届出にあたって試験などの審査はない。
- 1995年(平成7年)2月28日法令改正で「自動車検査主任者(じどうしゃけんさしゅにんしゃ)」から「自動車整備主任者」と名称が変更された、職務内容や権限などの変更は無い。
- 認証工場において、分解整備完了車が保安基準に適合しているかどうかを検査することを主な職務とする。
- 指定工場においては、「受け入れ検査」および「中間検査」を行う。

## 研修
- 新規整備主任者特別研修（最初に選任された時のみ）
- 整備主任者定期研修（法令・技術）。道路運送車両法（91条3による自動車分解整備事業者の遵守事項）による義務研修。